# أكل كوا
أَكَّل كُوَا (بالمراثية: अक्कलकुवा तालुका؛ بالهندية: अक्कलकुवा؛ بالأُردية: اکل کوا) هي بلدة تقع في منطقة نندوربار بولاية مهاراشترة في الهند، وهي مركز تعلقة المنطقة.
تقع هذه البلدة في سلسلة جبال «ستفورة»، ويحدَّهها نهر نرمادة شمالًا، وبلدتيّ «أكارني» و«تلودة» شرقًا، أمَّا جنوبًا وغربًا فتحدّها ولاية كجرات. يغلب على طبيعتها التضاريس الجبليَّة التي تمتد على أكثر من 50% من مساحة البلدة وأطرافها، ومُعظمها تكسوه الغابات.